# 우한시
우한시(중국어 간체자: 武汉, 정체자: 武漢, 병음: Wǔhàn)는 후베이성의 성도이며 부성급 도시이다. 징한 평원의 동부에 놓여있고 장강과 한수이가 합류하는 곳에 위치하고 있다. 세 도시 우창, 한커우, 한양이 합쳐져 만들어진 도시이다.
우한은 구성통구(九省通衢, "아홉 개 성을 연결하는 통로")로 알려져 있으며 많은 철로와 도로, 고속도로가 통과하는 주요 교통축이다. 1927년에 우한이라고 이름 지어졌고 인구는 약 1100만명(2017년)이고 610만 명이 도시 지역에 거주한다. 삼국지에서 형주라고 불리던 곳이다. 1920년대에 장제스의 반대편에서 왕징웨이가 이끄는 국민당의 수도였다. 2019년에는 전 세계를 전염병의 공포로 몰아넣은 코로나 19의 진원지로 알려지기도 했다.

## 역사
황피구의 반용성 유적에는 3500년 전의 은나라(상나라) 대 방국의 도읍이 보존되어 장강 유역에서 발견된 유일한 은대 도시 유적으로서 알려져 있다. 진대에는 남군(南郡)에 속하였고, 한대에 강하군(江夏郡)이 되었다. 진대에 무창군(武昌郡)으로 개명되어 강하현에 관청이 설치되었다. 지금의 우창이다. 당시는 강북에 한양이 있어, 장강을 사이에 두고 같은 땅의 두 거리는 쌍성(双城)이라고 칭해졌다.
명대가 되어 우창과 한양을 아울러 우한이라는 이름이 시작되었고, 또 상업도시로서 하구진(夏口鎭)이 발달했다. 하구는 후에 한커우(漢口)라고 개칭되었다. 한커우(우한)는 서양 열강의 식민지로 전락하였는데 1858년의 톈진 조약으로 개항되어 영국, 프랑스, 독일, 러시아, 일본이 연달아 우한에 조계를 설치하여 식민 통치하였다.
청나라 말기 1853년부터 1856년에 걸쳐 태평천국의 난으로 공방이 계속되었고, 1911년에 우창 봉기로 일어난 신해혁명이 발발했다. 1926년 10월, 국민혁명군이 우한을 공략해, 한커우 시정 위원회, 우창 시정청 및 한양 시정 위원회가 성립되었다. 12월에 우창, 한커우, 한양을 아울러 무한이라고 부르는 것이 정식으로 결정되어 1927년에는 우한을 수도로 하는 중국국민당 좌파의 왕징웨이 정권(우한 국민정부)이 성립되었지만, 난징의 장제스 정권에 저항할 수 없었다.
1938년 이곳에서 조선의용대가 결성됐다.
2019년 12월 말 우한시에서 원인을 알 수 없는 바이러스성 폐렴 환자가 급증하면서 중국 당국이 조사한 결과 신종 코로나바이러스가 일으키는 질병으로 판정되었다고 CCTV가 2020년 1월 9일 보도했다.
이에 중국 당국은 신종 폐렴을 중증급성호흡기증후군에 준하는 법정 전염병에 포함시키겠다고 밝혔으며 21일 춘절 연휴를 앞두고 공개적으로 ‘우한 출입 중단’을 권고했다.
대한민국 외교부에서는 2020년 1월 25일부로 중국 우한시를 포함한 후베이성 전역에 3단계 적색경보(철수권고)를 발령하였다. 2020년 4월 8일에 봉쇄령이 풀렸다.

## 인구
| 연도 | 인구       | ±%      |
| --- | ---------- | ------- |
| 1953 | 1,427,300  | —       |
| 1982 | 4,101,000  | +187.3% |
| 1990 | 6,901,911  | +68.3%  |
| 2000 | 8,312,700  | +20.4%  |
| 2007 | 7,243,000  | −12.9%  |
| 2010 | 9,785,388  | +35.1%  |
| 2014 | 10,338,000 | +5.6%   |
| 2015 | 10,607,700 | +2.6%   |
| Population size may be affected by changes on administrative divisions. 1953, 1982, 1990, 2000 2007 2015 |            |         |

## 지리
우한은 후베이성의 중앙에 위치하고 동경 113°41′-115°05, 북위 29°58′-31°22, 징한 평원의 동부 장강(창강)과 한수이의 합류 지점에 위치하고 있다.
도시권은 우창, 한커우, 한양의 세 개의 부분으로 이루어져있으며 일반적으로 "우한 삼진"으로 불린다. 그래서 우한이라는 이름은 우창의 앞글자 "우"와 한커우, 한양의 첫글자 "한"이 합쳐져 만들어졌다. 이들 세 도시의 통합은 1927년에 이루어졌고 이것으로 우한이 세워졌다. 이들 세 부분은 강을 건너 마주하고 있고 다리를 통해 연결된다. 북부와 중앙은 낮고 평평하며 남부는 구릉 지역으로 창강과 한수이가 도시를 통과한다.
우한의 토지 면적은 8,494.41km2로 대부분이 평지이고 언덕과 많은 수의 호수, 웅덩이가 산재해있다. 우한의 기후는 아열대성 기후로 강수량이 풍부하고 사계절이 뚜렷하다. 우한은 답답할 정도로 습한 여름 날씨로 잘 알려져있고 이슬점은 종종 26℃ 혹은 그 이상까지 오른다. 무더운 여름 날씨 때문에 우한은 난징, 충칭과 더불어 '중국 3대 화로' 중 하나로 알려져 있다. 봄과 가을은 대체로 온화하고 겨울은 시원하고 이따금씩 눈이 온다. 최근 30년 동안 연평균 강수량은 1,269mm였고 7월과 8월에 집중되며 연평균 기온은 15.8℃-17.5℃, 무상일수는 211~272일, 연일조시간은 1,810~2,100시간이었다.
| 우한시의 기후                                               | 우한시의 기후 | 우한시의 기후 | 우한시의 기후 | 우한시의 기후 | 우한시의 기후 | 우한시의 기후 | 우한시의 기후 | 우한시의 기후 | 우한시의 기후 | 우한시의 기후 | 우한시의 기후 | 우한시의 기후 | 우한시의 기후   |
| 월                                                          | 1월           | 2월           | 3월           | 4월           | 5월           | 6월           | 7월           | 8월           | 9월           | 10월          | 11월          | 12월          | 연간            |
| ----------------------------------------------------------- | ------------- | ------------- | ------------- | ------------- | ------------- | ------------- | ------------- | ------------- | ------------- | ------------- | ------------- | ------------- | --------------- |
| 역대 최고 기온 °C (°F)                                      | 25.4 (77.7)   | 29.1 (84.4)   | 32.4 (90.3)   | 35.1 (95.2)   | 36.1 (97.0)   | 37.8 (100.0)  | 39.7 (103.5)  | 39.6 (103.3)  | 37.6 (99.7)   | 34.4 (93.9)   | 30.4 (86.7)   | 23.3 (73.9)   | 39.7 (103.5)    |
| 일평균 최고 기온 °C (°F)                                    | 8.3 (46.9)    | 11.0 (51.8)   | 16.3 (61.3)   | 22.7 (72.9)   | 27.3 (81.1)   | 30.4 (86.7)   | 33.2 (91.8)   | 32.8 (91.0)   | 28.9 (84.0)   | 23.3 (73.9)   | 17.1 (62.8)   | 10.8 (51.4)   | 21.8 (71.3)     |
| 일일 평균 기온 °C (°F)                                      | 4.1 (39.4)    | 7.0 (44.6)    | 11.6 (52.9)   | 17.8 (64.0)   | 22.7 (72.9)   | 26.3 (79.3)   | 29.3 (84.7)   | 28.6 (83.5)   | 24.3 (75.7)   | 18.3 (64.9)   | 12.0 (53.6)   | 6.2 (43.2)    | 17.4 (63.2)     |
| 일평균 최저 기온 °C (°F)                                    | 1.0 (33.8)    | 3.6 (38.5)    | 7.9 (46.2)    | 13.7 (56.7)   | 18.8 (65.8)   | 23.0 (73.4)   | 26.2 (79.2)   | 25.4 (77.7)   | 20.8 (69.4)   | 14.8 (58.6)   | 8.4 (47.1)    | 2.8 (37.0)    | 13.9 (57.0)     |
| 역대 최저 기온 °C (°F)                                      | −18.1 (−0.6)  | −14.8 (5.4)   | −5.0 (23.0)   | −0.3 (31.5)   | 7.2 (45.0)    | 13.0 (55.4)   | 17.3 (63.1)   | 16.4 (61.5)   | 10.1 (50.2)   | 1.3 (34.3)    | −7.1 (19.2)   | −10.1 (13.8)  | −18.1 (−0.6)    |
| 평균 강수량 mm (인치)                                       | 52.5 (2.07)   | 66.4 (2.61)   | 91.0 (3.58)   | 137.5 (5.41)  | 160.6 (6.32)  | 212.9 (8.38)  | 255.5 (10.06) | 106.3 (4.19)  | 72.2 (2.84)   | 66.4 (2.61)   | 58.2 (2.29)   | 30.7 (1.21)   | 1,310.2 (51.57) |
| 평균 강수일수 (≥ 0.1 mm)                                    | 9.7           | 9.9           | 12.6          | 11.6          | 12.5          | 12.0          | 11.1          | 9.7           | 7.7           | 8.5           | 9.1           | 7.2           | 121.6           |
| 평균 강설일수                                               | 4.3           | 2.4           | 0.9           | 0             | 0             | 0             | 0             | 0             | 0             | 0             | 0.4           | 1.4           | 9.4             |
| 평균 상대 습도 (%)                                          | 76            | 76            | 75            | 74            | 74            | 78            | 76            | 77            | 75            | 76            | 77            | 74            | 76              |
| 평균 월간 일조시간                                          | 95.4          | 97.8          | 126.4         | 152.5         | 165.9         | 155.8         | 210.9         | 214.8         | 166.0         | 149.1         | 132.1         | 116.7         | 1,783.4         |
| 가능 일조율                                                 | 30            | 31            | 34            | 39            | 39            | 37            | 49            | 53            | 45            | 43            | 37            | 40            | 40              |
| 출처: 중국기상국 (평년값: 1991년~2020년, 극값: 1951년~현재) |               |               |               |               |               |               |               |               |               |               |               |               |                 |

## 경제
우한의 2008년 총 GDP는 3,960억 위안이었고 1인당 GDP는 44,000위안(약 6,442달러)였다. 2008년 도시의 평균 가처분 소득은 16,360위안이었다.
우한은 프랑스군이 주둔하던 식민지였기도 하였으며 대중국 투자의 3분의 1을 차지하고 현재 약 50개의 프랑스 기업을 유치하였으며 이것은 중국 도시들 중 가장 많은 것이다.
우한은 중국 중부의 경제, 무역, 재정, 교통, 정보, 기술, 교육을 위한 중요한 기능적 중심이다. 광학전자공학, 자동차 제조의 핵심 부품, 강철 제조, 신약 분야, 생물 공학, 신재료 산업, 환경 보호와 같은 현대 제조업의 주요 부문을 포함한다. 우한 강철, 둥펑 자동차가 도시에 입지해있다. 그외에도 도시에는 유명한 우한 대학, 화중 과학기술대학을 포함한 36개의 고등교육기관이 있다. 3개의 국가급 개발구와 많은 기업 지원시설이 있다. 중국의 종합 과학기술력 평가에서 3위를 차지했다.

## 행정 구역
13개의 시할구를 관할한다.
| 우한 도시 지역                     |
| 차오커우구(硚口区)                 |
| 장안구(江岸区)                     |
| 장한구(江汉区)                     |
| 한양구(汉阳区)                     |
| 우창구(武昌区)                     |
| 칭산구(青山区)                     |
| 우한 교외 및 외곽 지역             |
| 훙산구(洪山区)                     |
| 차이뎬구(蔡甸区)                   |
| 둥시후구(东西湖区)                 |
| 한난구(汉南区)                     |
| 장샤구(江夏区)                     |
| 황피구(黄陂区)                     |
| 신저우구(新洲区)                   |
| 둥후신기술개발구(东湖新技术开发区) |

더불어 2개의 개발구를 관할한다.
- 우한 경제기술개발구(武汉经济技术开发区)
- 우자산 타이완 투자구 (吴家山台商投资区)

## 관광
- 황학루
- 신해혁명군 정부 옛터
- 우한 국민정부 옛터
- 둥호(東湖)
- 후베이성 박물관

## 자매 도시
- 대한민국 청주시
- 일본 오이타시
- 오스트레일리아 애들레이드
- 프랑스 보르도
- 뉴질랜드 크라이스트처치
- 러시아 모스크바
- 루마니아 갈라치
- 미국 세인트루이스
- 영국 맨체스터
- 우크라이나 키이우
- 독일 뒤스부르크
- 수단 하르툼

## 우호 도시
- 대한민국 광주광역시

## 같이 보기
- 중국의 옛 수도